# Kauaiina rubropulverula
Kauaiina rubropulverula là một loài bướm đêm thuộc họ Geometridae. Nó là loài đặc hữu của Hawaii.